# Puente del Sur
El Puente del Sur (en letón: Dienvidu tilts) cruza el río Daugava en Riga, capital de Letonia. El puente fue construido entre 2004 y 2008, y fue inaugurado el 17 de noviembre de 2008. La construcción de las vías de acceso está prevista que dure hasta 2013.
La comisión de control del Gobierno en el informe de enero de 2002 hasta septiembre de 2008 mostró que, durante ese período los costos aumentaron en más de 5 veces. Desde Los planificados 108,84 millones a 570,14 millones Ls, la tercera fase final de construcción fue congelada debido a la falta de fondos, pero se ha reiniciado a partir de 2012 y está previsto que esté terminada en 2013.